# 菊地吏玖
菊地 吏玖（きくち りく、2000年6月13日 - ）は、北海道苫小牧市出身のプロ野球選手（投手）。右投左打。千葉ロッテマリーンズ所属。

## 経歴
苫小牧市立拓勇小学校で2年生の時に拓勇ファイターズで野球を始め、投手を中心に内野、外野、捕手も務めた。
苫小牧市立青翔中学校在学時は、硬式野球のクラブチームである苫小牧中央ポニーでプレーし、3年夏には2015年ジャイアンツカップに出場した。
札幌大谷高等学校に進学し、1年春からエースを務めたが、同年夏から2年春まで右肩の炎症のため登板できず、その間は野手としてプレーした。
その後復帰し、3年夏は南北海道大会1回戦で札幌光星を相手に9回162球を投げ抜くも9失点し、敗れた。3年間で甲子園大会出場はなし。
専修大学経営学部経営学科に進学し、2年秋からリーグ戦に登板。4年春のリーグ戦では最優秀防御率と、ベストナインを受賞した。また、ハーレムベースボールウィークの日本代表に選出された。
2022年9月9日にプロ志望届を提出。10月20日に行われたドラフト会議では、荘司康誠を抽選で外した千葉ロッテマリーンズから1位指名を受け、11月26日に契約金1億円、年俸1600万円（金額は推定）で契約合意した。背番号は28。

### ロッテ時代
2023年は、開幕二軍を迎え、先発調整を続けていたが、4月25日に左内腹斜筋損傷と診断され出遅れる。その後、リハビリを経て一軍い昇格し、8月11日の埼玉西武ライオンズ戦（ZOZOマリン）でプロ初登板初先発を迎えるが、4回7安打4失点（自責1）で敗戦投手となり、一軍はこの1試合の出場のみだった。10月に開催されたみやざきフェニックス・リーグでは中継ぎとして登板を重ねた。その後、台湾で開催されたアジアウインターベースボールリーグにも参加し、9試合に登板して防御率0.00、4ホールドという好成績を残した。
2024年4月25日、千葉ロッテマリーンズが苫小牧市とスポンサー契約の締結に伴い「苫小牧市ふるさと大使」に就任した。

## 選手としての特徴
最速152km/hのストレートにツーシーム・スライダー・カーブ・フォークと多彩な球種を織り交ぜる。
先発もリリーフもこなせるのが特徴。先発時はペース配分をしながらの投球が目立つが、本人はピンチでギアを上げられることを自身の長所として挙げている。

## 詳細情報

### 年度別投手成績
| 年 度     | 球 団     | 登 板 | 先 発 | 完 投 | 完 封 | 無 四 球 | 勝 利 | 敗 戦 | セ 丨 ブ | ホ 丨 ル ド | 勝 率 | 打 者 | 投 球 回 | 被 安 打 | 被 本 塁 打 | 与 四 球 | 敬 遠 | 与 死 球 | 奪 三 振 | 暴 投 | ボ 丨 ク | 失 点 | 自 責 点 | 防 御 率 | W H I P |
| --------- | --------- | ----- | ----- | ----- | ----- | -------- | ----- | ----- | -------- | ----------- | ----- | ----- | -------- | -------- | ----------- | -------- | ----- | -------- | -------- | ----- | -------- | ----- | -------- | -------- | ------- |
| 2023      | ロッテ    | 1     | 1     | 0     | 0     | 0        | 0     | 1     | 0        | 0           | .000  | 22    | 4.0      | 7        | 1           | 3        | 0     | 0        | 0        | 2     | 0        | 4     | 1        | 2.25     | 2.50    |
| 2024      | ロッテ    | 20    | 0     | 0     | 0     | 0        | 1     | 0     | 1        | 2           | 1.000 | 97    | 24.0     | 21       | 3           | 5        | 2     | 2        | 27       | 0     | 0        | 6     | 6        | 2.25     | 1.08    |
| 通算：2年 | 通算：2年 | 21    | 1     | 0     | 0     | 0        | 1     | 1     | 1        | 2           | .500  | 119   | 28.0     | 28       | 4           | 8        | 2     | 2        | 27       | 2     | 0        | 10    | 7        | 2.25     | 1.29    |

- 2024年度シーズン終了時

### 年度別守備成績
| 年 度 | 球 団  | 投手  | 投手  | 投手  | 投手  | 投手  | 投手     |
| 年 度 | 球 団  | 試 合 | 刺 殺 | 補 殺 | 失 策 | 併 殺 | 守 備 率 |
| ----- | ------ | ----- | ----- | ----- | ----- | ----- | -------- |
| 2023  | ロッテ | 1     | 1     | 1     | 0     | 0     | 1.000    |
| 2024  | ロッテ | 20    | 0     | 4     | 0     | 0     | 1.000    |
| 通算  | 通算   | 21    | 1     | 5     | 0     | 0     | 1.000    |

- 2024年度シーズン終了時

### 記録
初記録
投手記録
- 初登板・初先発登板：2023年8月11日、対埼玉西武ライオンズ15回戦（ZOZOマリンスタジアム）、4回4失点（自責点1）で敗戦投手
- 初奪三振：2024年5月6日、対埼玉西武ライオンズ5回戦（ZOZOマリンスタジアム）、9回表に渡部健人から見逃し三振
- 初ホールド：2024年8月7日、対福岡ソフトバンクホークス17回戦（ZOZOマリンスタジアム）、7回表に3番手で救援登板、1回無失点[15]
- 初セーブ：2024年9月11日、対オリックス・バファローズ24回戦（京セラドーム大阪）、7回裏に2番手で救援登板・完了、3回無失点[16]
- 初勝利：2024年9月30日、対東北楽天ゴールデンイーグルス24回戦（楽天モバイルパーク宮城）、8回裏に4番手で救援登板、1回1失点

### 背番号
- 28（2023年 - ）

### 代表歴
- 2022 ハーレムベースボールウィーク 日本代表